# Digitaler Nachlass
Beim digitalen Nachlass oder digitalen Erbe handelt es sich um eine Vielzahl von Rechtspositionen eines verstorbenen Internetnutzers.
Hierzu zählen insbesondere dessen
- Vertragsbeziehungen zu Providern für Host-, Access- oder E-Mail-Dienste,
- Nutzungsrechte an Domainnamen,
- Vertragsbeziehungen zu Anbietern sozialer Netzwerke (zum Beispiel Facebook, X, Xing, LinkedIn)
- Vertragsbeziehungen zu Anbietern virtueller Konten etwa für Online-Banking und Zahlungsdienste, Online-Märkte, Versandhandel usw.
- E-Government (FinanzOnline, Handy-Signatur/Bürgerkarte)
- Mediendienste (Netflix, Online-Abos von Zeitungen)
- Eigentumsrechte des Verstorbenen an Hardware,
- Nutzungsrechte an Software,
- Urheberrechte und Rechte an hinterlegten Bildern und Videos, Einträge in Foren und Blogs.

## Deutschland

### Umfragen
Laut einer repräsentativen Umfrage von 2016 in Deutschland hatten nur 8 % der Befragten für Hinterbliebene ihre Zugangsdaten zu allen Diensten und Online-Konten hinterlegt. Nach Schätzungen der E-Mail-Anbieter Web.de und GMX von 2019 hatten 15 % der Internetnutzer den Nachlass für zumindest einige ihrer Online-Konten geregelt, indem sie zum Beispiel Zugangsdaten für eine Vertrauensperson hinterlegten. Medien betonen, dass der digitale Nachlass nunmehr faktisch auf der gleichen Stufe stehe wie physisches Erbe und zum Beispiel auch den Zugang zu Fotos, E-Mails und Vertragsunterlagen beinhalten kann.

### Rechtliche Problematik
Es ist umstritten, ob der digitale Nachlass vererblich ist. Bisher ergangene unterinstanzliche Entscheidungen sowie Teile der Literatur befürworten die Vererblichkeit des digitalen Nachlasses. Dagegen lehnen Teile der Literatur die Vererblichkeit pauschal ab oder differenzieren zwischen höchstpersönlichen und anderen Nachlasspositionen.
Die Befürworter der Vererblichkeit des digitalen Nachlasses argumentieren wie folgt: 
Die Erben haben ein berechtigtes Interesse daran, Zugang zu den Daten des Verstorbenen zu erhalten, da sie die Pflicht zur ordnungsgemäßen Nachlassverwaltung und -abwicklung trifft (§ 1967 BGB). Außerdem haben sie binnen sechs Wochen über die Annahme bzw. Ausschlagung der Erbschaft zu entscheiden (§ 1944 BGB), wofür sie beispielsweise auch den E-Mail-Verkehr des Erblassers nach noch offenen Rechnungen durchsehen müssen.
Die vom digitalen Nachlass umfassten Rechtspositionen gehören zur Erbschaft und gehen im Wege der Universalsukzession auf den oder die Erben über (§ 1922 Abs. 1 BGB). Das hat zur Folge, dass etwa die Erben eines Accountinhabers mit allen Rechten und Pflichten in den Nutzungsvertrag mit dem Provider eintreten und ihnen grundsätzlich derselbe Anspruch auf Zurverfügungstellung und Nutzung der Accounts zusteht wie zuvor dem Erblasser einschließlich der Auskunftsansprüche gegen den Provider in Bezug auf Zugangs- und Vertragsdaten.

### Accounts
In Literatur und Rechtsprechung ist streitig, ob ein Facebook-Konto als höchstpersönliches Recht mit dem Tod des Nutzers enden und daher auch die Zugangsberechtigung nicht vererblich sein könnte. Der III. Zivilsenat des Bundesgerichtshofes hat am 12. Juli 2018 entschieden, dass der Vertrag über ein Benutzerkonto bei einem sozialen Netzwerk grundsätzlich im Wege der Gesamtrechtsnachfolge auf die Erben des ursprünglichen Kontoberechtigten übergeht, so dass diese einen Anspruch gegen den Netzwerkbetreiber auf Zugang zu dem Konto einschließlich der darin vorgehaltenen Kommunikationsinhalte haben.
Accounts kennen zudem keine nationalstaatlichen Grenzen. Deshalb ist auch bedeutsam, welches Recht im Streitfall überhaupt Anwendung findet. Bei einer Klage von Erben gegen Facebook ist etwa zu entscheiden, ob deutsches oder irisches Recht anwendbar ist. Soweit es sich hauptsächlich um Verträge zwischen Unternehmern und Verbrauchern handelt, sind diese grundsätzlich dem Recht am gewöhnlichen Aufenthaltsort des Verbrauchers unterstellt (Art. 6 der Rom I-Verordnung). Abweichende Rechtswahlklauseln des Providers unterliegen in Deutschland der Inhaltskontrolle für Allgemeine Geschäftsbedingungen nach § 307 BGB.

### E-Mails
Rechtspolitisch noch ungeklärt ist, ob Erben auch auf E-Mails und andere Kommunikationsinhalte der Verstorbenen wie Chats zugreifen dürfen. Einerseits könnte das Erbrecht den Provider verpflichten, E-Mails ähnlich wie ungeöffnete Briefe an die Erben herauszugeben. Die Herausgabe würde jedoch andererseits das Fernmeldegeheimnis verletzen und kann daher von einem Erben nicht erfolgreich eingeklagt werden. Noch offen ist auch, ob die Nutzer auf den Schutz des Fernmeldegeheimnisses wie bei der Benutzung analoger Technik verzichten können oder müssen. Es kann nämlich im beiderseitigen Interesse sein, wenn die Erben in den zuletzt geführten Emailverkehr Einblick nehmen und zum Beispiel noch offene Rechnungen begleichen oder online geschlossene Verträge und kostenpflichtige Foren-Mitgliedschaften kündigen können. Um die Rechtsverhältnisse des Erblassers einheitlich zu regeln, wäre eine klarstellende Einschränkung des Fernmeldegeheimnisses zugunsten des Erbrechts wünschenswert.

### Profile in sozialen Netzwerken
Profile in sozialen Netzwerken unterliegen dem postmortalen Persönlichkeitsschutz. Die Angehörigen haben daher das Recht, eventuelle Manipulationen seitens der Erben zu verbieten. Sie nehmen das postmortale Persönlichkeitsrecht für den Erblasser wahr und können Verletzungen mit Unterlassungsansprüchen gerichtlich verhindern. Soweit ein vererblicher Zugang zu einem Facebook-Account bejaht wird, könnte jedoch nur ein „passives Leserecht“ bestehen, nicht hingegen ein Recht zur aktiven Fortführung des Accounts.

### Herausgabepflichten
„Mit Beschluss vom 27. August 2020 hat der III. Zivilsenat des BGH entschieden, dass der verurteilte Betreiber eines sozialen Netzwerks (Facebook), den Erben Zugang zu dem vollständigen Benutzerkonto zu gewähren hat. (Beschluss vom 27. August 2020 – III ZB 30/20, Pressemitteilung Nr. 119/2020 vom 9. September 2020). Den Erben muss die Möglichkeit eingeräumt werden, vom Konto und dessen Inhalt auf dieselbe Weise Kenntnis zu nehmen und sich – mit Ausnahme einer aktiven Nutzung – darin so „bewegen“ zu können wie zuvor die ursprüngliche Kontoberechtigte. Der Betreiber des sozialen Netzwerks (Facebook) hatte den Erben nur einen USB-Stick mit einer umfangreichen PDF-Datei (14.000 Seiten) überlassen und keinen vollständigen Zugang zum Benutzerkonto gewährt. Die PDF-Datei bildet das Benutzerkonto nicht vollständig ab. Denn dies erfordert nicht nur die Darstellung der Inhalte des Kontos, sondern auch die Eröffnung aller seiner Funktionalitäten – mit Ausnahme derer, die seine aktive Weiterbenutzung betreffen – und der deutschen Sprache, in der das Benutzerkonto zu Lebzeiten der Erblasserin vertragsgemäß geführt wurde.“

## Österreich
Mit dem Tod setzt die Verlassenschaft als juristische Person die Rechtsposition des Verstorbenen fort; Verbindlichkeiten, die der Verstorbene aus seinem Vermögen zu leisten gehabt hätte, übernimmt sein Erbe (§§ 546 bis 548 Allgemeines bürgerliches Gesetzbuch).

## Vereinigte Staaten
In den meisten Bundesstaaten der USA gibt es gesetzliche Regelungen über die Rechte und Pflichten der Provider gegenüber den Hinterblieben eines Internetnutzer. Der Uniform Fiduciary Access to Digital Assets Act (UFADAA) sieht in erster Linie vor, dass der Nutzer selbst noch zu Lebzeiten über den Zugang zu seinen Daten nach seinem Tod bestimmt, jedenfalls aber die Provider entsprechende Regelungen in ihre Allgemeinen Geschäftsbedingungen aufnehmen.

## Praktische Handhabung
Im US-amerikanischen Raum gibt es bereits zahlreiche Unternehmen, welche die digitalen Nachlässe von Verstorbenen verwalten. Auch in Deutschland sind digitale Nachlassverwalter keine Seltenheit mehr. Die Verbraucherzentrale und Stiftung Warentest empfehlen, für den Todesfall anzugeben, wo Zugangsdaten sozialer Netzwerke zur eventuellen Löschung eines Profils hinterlegt sind.
Für den praktischen Umgang mit einem digitalen Nachlass haben sich im Wesentlichen folgende Ansätze etabliert:

### System-eigener Lösungsansatz
Google bietet für seine Dienste einen Kontoinaktivität-Manager an, mit dessen Hilfe jeder Nutzer zu Lebzeiten selbst Einstellungen für die weitere Verwendung der Daten nach seinem Tod vornehmen kann. Der Besitzer eines Nutzerkontos kann zum Beispiel einstellen, welche bis zu zehn Personen bei der Inaktivität des Kontos nach welcher Wartezeit benachrichtigt und zugriffsberechtigt werden, oder ob das Konto inklusive aller gespeicherten Dateien und Daten nach einer vorgegebenen Zeit automatisch gelöscht wird.

### System-neutraler Lösungsansatz
Dabei kann sich jede natürliche Person zu Lebenszeiten ein digitales Schließfach je nach Anbieter gegen monatliche oder einmalige Gebühr einrichten, in der personenbezogene Zugänge und Passwörter verschlüsselt gespeichert werden. Nach dem Ableben des Schließfachinhabers und unter Vorlage einer beglaubigten Sterbeurkunde werden die Daten anschließend an die Erben weitergegeben. Der VZBV rät jedoch davon ab, da die Weitergabe von Passwörtern zu Betrug und Diebstahl führen kann.

### Computer-Forensik
Hierbei wird der Computer des Verstorbenen von IT-Spezialisten auf Hinweise auf einen digitalen Nachlass untersucht. Hauptaufgabe ist die Sicherstellung aller Daten auf den Geräten, auch unter Umgehung von Kennwörtern und anderer Sicherungsmittel. Dabei soll digitales Erbe auf lokalen Geräten gerettet werden. Weiterhin findet man Kommunikationsspuren, um mögliche Internettransaktionen zu erkennen. Die IT-Forensik ist das einzige Mittel, um das digitale Erbe auf Geräten wie Computer, Tablet, Smartphone, externen Festplatten etc. festzustellen.

### Bestatter-Service
Einige Bestattungsunternehmen bieten Hinterbliebenen die Ermittlung des digitalen Nachlasses des Verstorbenen als Dienstleistung an. Hierbei werden spezialisierte Unternehmen damit beauftragt, bei Banken, Versicherung, Internet-Plattformen zu recherchieren, ob der Verstorbene dort ein Konto hatte. Dies funktioniert allerdings nur bei Diensten, die aktiv kontaktiert werden und bei denen der Verstorbene mit Klarnamen registriert war und eindeutig zu identifizieren ist. Accounts unter Pseudonym oder bei ausländischen bzw. unbekannteren Anbietern können hier in der Regel nicht erfasst werden.